# Phillips Hult

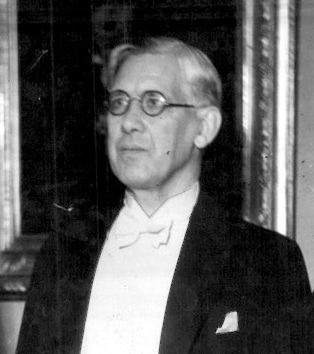
Phillips Hult.

Wendel Phillips Adalrik Hult, född 21 september 1895 i Stockholm, död 10 februari 1960 i Uppsala, var en svensk jurist. Han var far till Jan Hult.
Hult blev juris licentiat och disputerade för juris doktorsgraden 1927, promoverades 1930, var amanuens vid Stockholms högskolas juridiska bibliotek 1923–1927 och 1935–1939, blev docent i speciell privaträtt vid Stockholms högskola 1927, i civilrätt 1933, var t.f. professor i rättsvetenskap vid Handelshögskolan i Stockholm 1938–1942 samt blev professor i civilrätt med internationell privaträtt vid Uppsala universitet 1939 och i civilrätt där 1947.
Hult var sekreterare vid Stockholms högskolas juridiska fakultet 1928–39, bibliotekarie vid bland annat Högsta domstolens bibliotek 1924–34, ledamot av 1945 års universitetsberedning och preses för Vetenskapssamhället i Uppsala. 
Hult var gift med en dotter till boktryckaren Harald Wretman. Han vilar i hustruns familjegrav på Uppsala gamla kyrkogård.